# Omar II
Omar ibne Abdalazize (em árabe: عمر بن عبد العزيز; romaniz.: Umar ibn Abd al-Aziz), também conhecido como Omar II, foi o califa omíada entre 717 e 720. Ele também era primo do califa anterior, filho do irmão mais novo de Abedal Maleque, Abdalazize. Ele também era o bisneto do companheiro do profeta Maomé, Omar, o segundo califa. Entre os muçulmanos, ele é considerado um dos grandes líderes e personalidades na história e é geralmente considerado como sendo o "quinto califa ortodoxo".

## Ascendência
Omar nasceu por volta de 682, com algumas tradições afirmando que ele teria nascido em Medina enquanto que outras, no Egito. De acordo com a tradição sunita, a descendência de Omar II a partir de Omar deriva de um famoso evento ocorrido durante o reinado do segundo califa. Durante uma de suas frequentes viagens disfarçado para avaliar as condições de seu povo, Omar teria ouvido uma ordenhadora se recusando a obedecer as ordens de sua mãe para que vendesse leite adulterado. A mãe teria pedido à filha que adicionasse água no leite pois o califa Omar não estava olhando. A garota devolveu que, embora o califa Omar não estivesse olhando, Alá sempre está vigiando todos. Ele enviou um emissário para comprar o leite da garota no dia seguinte e verificou que ela não havia cedido aos apelos da mãe e o leite estava intacto. Omar convocou a mãe e a filha para sua corte e lhes contou o que havia ouvido. Como recompensa, ele ofereceu o seu filho Asim em casamento com ela, que aceitou e, a partir desta união teria nascido uma garota de nome Laila que, eventualmente, seria a mãe de Omar II.

## Biografia

### Primeiros anos
Omar foi criado em Medina e ali viveu até a morte de seu pai, quando ele foi convocado para Damasco por Abedal Maleque ibne Maruane e se casou com sua filha Fátima. Seu sogro morreria logo em seguida e ele passou a servir como governador de Medina sob o reinado de seu primo, Ualide I.

### Era de Ualide I
Ao contrário de muitos governantes da época, Omar formou um concílio através do qual ele administrava a província. Seu governo em Medina também foi notável por que as reclamações oficiais que eram enviadas para Damasco acabaram. Além disso, muitos dos que emigraram para Medina do Iraque em busca de refúgio contra o brutal governador Alhajaje ibne Iúçufe conseguiram encontrar segurança. Isto enfureceu Hajaje e ele pressionou Ualide para remover Omar. Para o desgosto da população local, o califa cedeu aos apelos de Hajaje e removeu Omar de seu posto. Já nesta época, Omar tinha angariado uma reputação impecável por todo o Califado Omíada.

### Era de Solimão
Omar continuou a viver em Medina pelo resto do reinado de Ualide e o de seu irmão que o sucedeu, Solimão. Quando Solimão adoeceu e parecia que não ia se recuperar, ele ficou ansioso para deixar o trono para um de seus filhos, mas não conseguiu por conta de serem muito jovens e por uma incerteza de quais estariam vivos após o fracassado Cerco de Constantinopla (717-718). Reja ibne Haiua então propôs Omar como sucessor ao trono. O califa aceitou, mas Omar tentou dissuadi-lo, sem sucesso, e acabou elevado ao califado.

## Califado e sua própria era

### Reformas
Omar era um acadêmico e se rodeou de pessoas como ele, pessoas como Maomé ibne Caabe e Maimum ibne Merane. Ele pagava salários a professores e encorajava a educação. Através de seu exemplo pessoal, ele acabou por incutir piedade, disciplina, ética nos negócios e retidão moral na população em geral. Suas reformas incluíam a abolição completa das bebidas alcoólicas, a proibição da nudez em público, a eliminação dos banheiros mistos e a aplicação justa da caridade (Zakat). Ele realizou grandes obras públicas na Pérsia, no Coração e no Norte da África, incluindo a construção de canais, estradas, estalagens para viajantes e vendas de medicamentos.
Ele continuou os programas de bem-estar iniciados pelos últimos califas omíadas, expandindo-os e incluindo outros para órfãos e destituídos. Geralmente, Omar II é creditado como tendo ordenado a primeira coleção de hádices, com os feitos e ditos de Maomé, de maneira oficial, temendo que alguns deles pudessem se perder. Abacar ibne Maomé Abzeme e ibne Siabe Alzuri estão entre os que os compilaram a pedido de Omar II.
Suas outras reformas incluemː
- Oficiais do governo foram proibidos de participar de negócios particulares;
- Trabalho não remunerado foi tornado ilegal;
- Pastagens e reservas de caça, que eram reservadas às famílias de dignitários, foram distribuídas igualitariamente entre os pobres para cultivo;
- Ele urgiu para que todos os oficiais do governo ouvissem as reclamações do povo e, em qualquer ocasião, ele costumava anunciar que se qualquer súdito visse um oficial mal-tratando outros ele deveria reportá-lo ao seu superior e receberia uma recompensa que variava de 100 a 300 dirrãs.

#### Taxação
Sob os califas omíadas anteriores, os muçulmanos de origem árabe tinham certos privilégios sobre os não-árabes. Os convertidos ao Islã ainda eram obrigados a continuar pagando o imposto chamado jizya que pagavam antes da conversão. Omar instituiu um novo sistema que isentava todos os muçulmanos, independente de sua ascendência, da jizya. Ele também adicionou algumas salvaguardas no sistema para se certificar que uma conversão em massa não colapsaria as finanças do governo, embora as fontes não indiquem a natureza delas e como exatamente o sistema foi implementado.

### Militares
Embora Omar não enfatizasse tanto a expansão territorial do império como seus antecessores, ele não ficou parado. Atabari afirma que ele enviou ibne Hatim ibne Anumane para repelir uma invasão turca no Azerbaijão. Ele também enfrentou uma revolta dos carijitas, na qual ele preferiu negociar ao invés de lutar, participando pessoalmente de tratativas com dois emissários carijitas pouco antes de sua morte. Ele chamou de volta as tropas que estavam cercando Constantinopla e que eram lideradas por seu primo, Maslama. Este segundo cerco árabe de Constantinopla não conseguiu tomar a cidade e estava sujeitando o exército a pesadas perdas nas mãos do Império Bizantino e do Primeiro Império Búlgaro. Esta derrota foi um sério golpe ao prestígio dos omíadas.

### Desapego ao luxo
Omar conduziu seu califado de maneira muito distinta dos califas anteriores. Ele era extremamente piedoso e desdenhava o luxo das coisas terrenas. Todo o dinheiro que era destinado a manter o estilo de vida omíada foi depositado nos cofres públicos. Ele abandonou o palácio do califado para a família de Solimão e se mudou para uma residência mais modesta. Além disso, ele se vestia com tecidos comuns ao invés dos caros trajes reais e, por isso, muitas vezes passava despercebido.
Embora ele tivesse o apoio incondicional da população, ele publicamente encorajava a eleição de outro se o povo não estivesse contente. Omar também confiscou as propriedades tomadas pelos oficiais do governo omíada e parentes de califas anteriores e as redistribuiu entre a população. Temendo ser tentado pelo suborno, ele raramente aceitava presentes e, quando o fazia, ele rapidamente os depositava nos cofres públicos. Omar chegou até a encorajar sua própria esposa, Fátima, filha de califa e irmã de três outros, a doar suas jóias para os cofres públicos. Ela chegou a dizer:
| “ | Eu nunca vi ninguém rezar e jejuar tanto quanto ele. Nem nunca vi ninguém que temesse tanto a Deus quanto ele. Após a Isha' [oração noturna] ele simplesmente se sentava e chorava até ser tomado pelo sono. E, no meio da noite, ele se levantava e começava a chorar novamente até dormir. Às vezes ele estava na cama e pensava sobre algo relacionado à akhirah [vida após a morte] e começava a tremer como um pássaro que tenta se livrar da água. | ” |

Em um determinado ponto de seu reinado, ele chegou perto de ordenar que a grande Mesquita dos Omíadas, em Damasco, fosse estripada de pedras preciosas e ornamentos caros para favorecer o tesouro público, mas acabou desistindo quando soube que a mesquita era motivo de inveja para os seus rivais bizantinos em Constantinopla.
Todas essas ações o tornaram tão impopular na corte omíada quanto popular com o povo, o que impediu que qualquer um tomasse alguma medida contra ele abertamente.

### Morte
Suas reformas em favor do povo enfureceram a nobreza omíada e eles acabaram subornando um servo para que envenenasse sua comida. Omar soube disso em seu leito de morte e perdoou o culpado, recebendo todas as indenizações que lhe eram devidas sob a lei islâmica e colocando-as todas à disposição do erário público. Ele morreu em fevereiro de 720, provavelmente no dia 10 e tinha provavelmente quarenta anos de idade, em Alepo.
Sua esposa Fátima declarou:
| “ | Naquela noite, seus tremores se tornaram incontroláveis e ele não conseguia dormir, então fizemos uma vigília e também não dormimos. Na manhã seguinte, eu pedi a um servo dele chamado Marthad "Marthad, fique com miralmuminim e se ele tiver qualquer desejo pelo menos você estará disponível". Saímos e dormimos profundamente por conta da última noite de vigília. O dia já havia passado muito quando acordamos e fomos vê-lo e encontramos Marthad dormindo do lado de fora. Eu o acordei e disse "O que está fazendo aqui fora, Marthad?!" Ele respondeu: "Ele me pediu pra sair! Ele me disse: 'Marthad, me deixe! Por Alá, estou vendo algo que não é humano e nem jinn [espírito]" Quando saí, ouvi-o recitar: تِلْكَ الدَّارُ الْآَخِرَةُ نَجْعَلُهَا لِلَّذِينَ لَا يُرِيدُونَ عُلُوًّا فِي الْأَرْضِ وَلَا فَسَادًا وَالْعَاقِبَةُ لِلْمُتَّقِينَ Concedemos morada no Além [akhirah] aos que não buscam ser superiores na terra ou espalhar a corrupção: o final feliz é concedido aos que se preocupam com Deus. (al-Qasas 83) | ” |

Ele foi sucedido por seu primo, Iázide II.

## Legado
Ele é considerado um dos melhores governantes na história do Islã, superado apenas pelos quatro califas "bem guiados". Na realidade, ele é considerado de forma afetuosa por alguns como sendo o quinto e último entre os "bem guiados".
Quando o califa Omar morreu, diz-se que o imperador bizantino (supostamente Leão III, o Isauro) teria ditoː
| “ | Eu não me surpreenderia se um monge renunciasse ao mundo e se dedicasse à adoração atrás de portas fechadas, porém eu estou simplesmente maravilhado com este homem que tem um vasto império aos seus pés, mas o rejeitou e viveu uma vida de monge. | ” |